# Vlaamse Interuniversitaire Raad
De Vlaamse Interuniversitaire Raad (afkorting VLIR) is een overlegorgaan van de Vlaamse universiteiten.

## Geschiedenis
De VLIR is een stichting van openbaar nut die werd opgericht op 19 december 1976.
Op 20 december 2010 richtten de VLIR en de Vlaamse Hogescholenraad (VLHORA) de Vlaamse Universiteiten en Hogescholen Raad (VLUHR) op.

## Missie

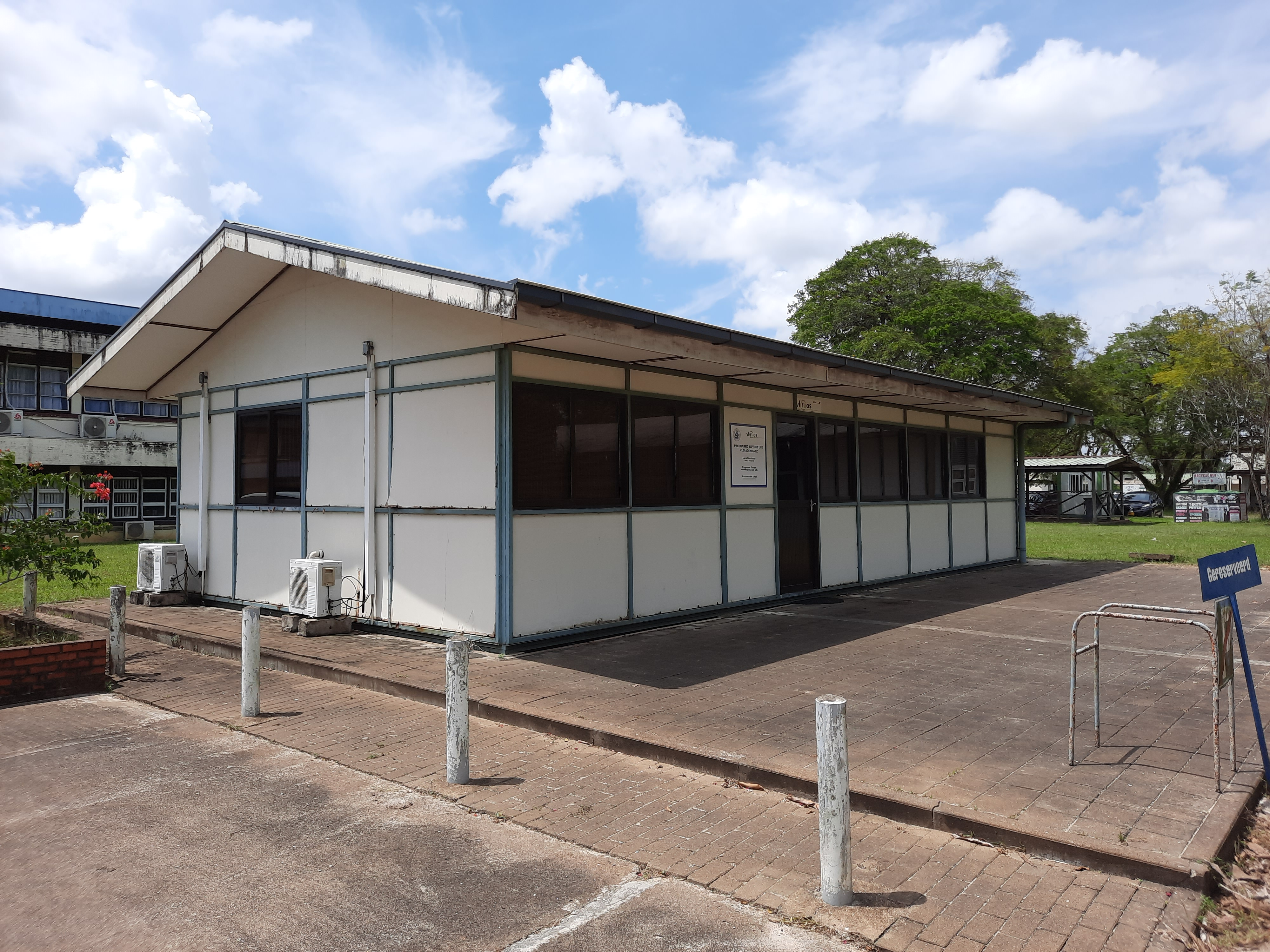
VLIR-UOS op de Universiteit van Suriname

Binnen de VLIR overleggen de universiteiten over zaken die hen allen aanbelangen. Ze formuleren gezamenlijk beleidsadviezen aan de ministers bevoegd voor onderwijs en onderzoek, en verbeteren hun interne werking door samenwerking. Overlegthema's omvatten onder meer het onderwijsbeleid, onderzoeksbeleid, universitair beheer op vlak van financiën en personeel, sociale voorzieningen voor studenten, diversiteit en gelijke kansen.
De VLIR beheert de federale fondsen voor universitaire ontwikkelingssamenwerking van de Vlaamse universiteiten. Hiervoor werd het VLIR-secretariaat voor universitaire ontwikkelingssamenwerking (VLIR-UOS) opgericht.

## Structuur

### Bestuur
| Tijdspanne   | Voorzitter                    |
| ------------ | ----------------------------- |
| …            |                               |
| 1983 - 1985  | Oscar Steenhaut VUB           |
| …            |                               |
| 1999 - 2001  | Els Witte (VUB)               |
| 2001 - 2003  | Francis Van Loon (UA)         |
| 2003 - 2005  | André Oosterlinck (KU Leuven) |
| 2005 - 2007  | Benjamin Van Camp (VUB)       |
| 2007 - 2009  | Marc Vervenne (KU Leuven)     |
| 2009 - 2011  | Alain Verschoren (UA)         |
| 2011 - 2013  | Paul Van Cauwenberge (UGent)  |
| 2013 - 2015  | Paul De Knop (VUB)            |
| 2015 - 2017  | Luc De Schepper (UHasselt)    |
| 2017 - 2019  | Herman Van Goethem (UA)       |
| 2019 - 2021  | Luc Sels (KU Leuven)          |
| 2021 - 2023  | Rik Van de Walle (UGent)      |
| 2023 - heden | Jan Danckaert (VUB)           |

| Periode      | Secretaris-generaal  |
| ------------ | -------------------- |
| 1976 - 2000  | Jef Van der Perre    |
| 2001 - 2003  | Dirk Van Damme       |
| 2004 - 2008  | Anne-Marie De Jonghe |
| 2008 - 2018  | Rosette S'Jegers     |
| 2018 - heden | Koen Verlaeckt       |

### Aangesloten universiteiten
- Katholieke Universiteit Leuven (KU Leuven)
- Universiteit Antwerpen (UA)
- Universiteit Gent (UGent)
- Universiteit Hasselt (UHasselt)
- Vrije Universiteit Brussel (VUB)

## Partnerorganisaties
Het Franstalig universitair onderwijs in België is gegroepeerd in de Conseil interuniversitaire de la Communauté française (CIUF). Iets gelijkaardigs bestaat in Nederland, de Vereniging van Universiteiten (VSNU).

## Mensenrechten
In 2019 ontwikkelden de Vlaamse universiteiten een mensenrechtentoets waarmee ze alle projecten screenen op mogelijke schendingen van de mensenrechten. “Daarbij wordt gekeken naar de inhoud van de projecten, naar de instellingen en partners die het project zullen uitvoeren, en uiteraard ook naar de mensenrechtensituatie in het land zelf. Die 3 factoren worden samengenomen om te beslissen of een project kan doorgaan of niet."
Op basis van deze toets, en na open brieven van 15 oktober 2023 (880 academische ondertekenaars) en 15 januari 2025 (6.600 academische ondertekenaars) besloten  de Vlaamse universiteiten om geen nieuwe samenwerkingen aan te gaan met Israëlische partners die betrokken zijn bij ernstige mensenrechtenschendingen. 